# Disolución de la Gran Colombia
La disolución de la Gran Colombia se refiere a la desintegración de las estructuras políticas y del gobierno central de dicho país suramericano, y que culminó en la creación de tres Estados independientes: la República de Venezuela, la República del Ecuador y la República de la Nueva Granada.
El principal líder ideológico para la creación de la Gran Colombia fue el Libertador Simón Bolívar, quien pretendía crear una nación lo suficientemente fuerte como para competir económicamente con las potencias europeas y mantener su independencia.

## Historia

### Antecedentes
Si bien la Gran Colombia se creó en 1819 con la unión de Nueva Granada (hoy Colombia), Venezuela, Ecuador y Panamá en un intento de unir en una sola nación a varios pueblos del norte de la América del Sur, la nueva República fue vista por sus naciones constituyentes más como un recurso para unir fuerzas contra el poder virreinal y prevenir su restablecimiento, que como la culminación de un proceso de identificación social, económica y política de sociedades marcadamente desiguales en su composición y en el grado de estructuración del poder social.

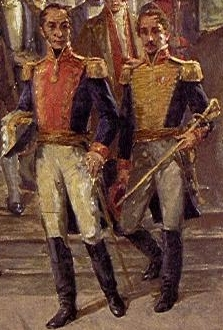
Bolívar y Santander durante el Congreso de 1821.

Antes de que se produjera la unión, algunos de los países constituyentes ya habían ensayado varias formas de gobierno, principalmente del tipo federalista (Provincias Unidas de la Nueva Granada y Provincias Unidas de Venezuela); estas  pruebas y el enfrentamiento con otros grupos que abogaban por un gobierno más centralizado o que eran netamente pro-españoles hicieron que fracasaran y fueran reconquistados por las fuerzas virreinales. Simón Bolívar concluyó que se debía construir una nación con una sólida base unitaria, tal como lo dejó ver en su Carta de Jamaica.
Luego de conformar esta República, la discrepancia de opiniones entre federalistas y centralistas, igualmente las diferencias entre cada una de las regiones que conformaban el país y sus propios intereses, aceleró la disputa por la forma de gobierno que debería tener la Gran Colombia. Como forma de concertación se decidió por el sistema centralista a la cabeza de Bolívar.
Quito y Panamá no habían tenido una representación real en las deliberaciones constitucionales, que se llevaron a cabo en Villa del Rosario en 1821, debido a que pasaron a formar parte de la Gran Colombia formalmente en 1822. A pesar de existir apoyo a la Constitución de 1821, más específicamente en Guayaquil, Quito y Caracas, existían muchos partidarios de una constitución federalista y una que les permitieran tener control y libertad regional sin imposiciones centrales fuertes; en particular el cuerpo militar venezolano esperaba ejercer más poder en su región; igualmente no resultó grata a los próceres y dirigentes de Panamá, que eran negociantes vinculados al tránsito y al tráfico internacional; Anglófilos por razones mercantiles, profesaban el liberalismo manchesteriano y eran, por tanto, partidarios del abstencionismo estatal, del librecambio y de una economía esencialmente comercial.
La unión de las cuatro naciones no había sido nunca sólida por varios factores diferenciales como el desarrollo económico desigual y la falta de vías de comunicación entre las tres regiones del país, por lo cual la cohesión solo se mantuvo durante los años de la guerra gracias al prestigio y a la voluntad del Libertador. A los miembros del ejército se les había dado el derecho de votar desde la Constitución de 1821 como justo reconocimiento al esfuerzo realizado en la campaña libertadora. En 1827 el congreso hizo un cambio constitucional para excluir desde los sargentos hacia abajo de tal manera que solo podían votar los oficiales.

### La Cosiata

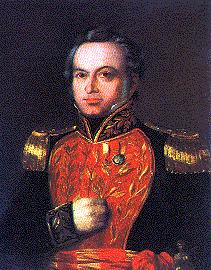
Retrato del general José Antonio Páez, 1838.

A raíz del constante embate de guerrillas realistas y por el reinante temor ante de una supuesta "Santa Alianza" entre Francia y España para recuperar las colonias americanas, Francisco de Paula Santander decretó el 31 de agosto de 1824 un alistamiento general de todos los ciudadanos entre 16 y 50 años, exigiéndole al departamento de Venezuela un contingente de 50.000 hombres para ser enviados a Bogotá. El general José Antonio Páez, quien venía ejerciendo las funciones de comandante general de dicho departamento desde 1822, demoró la ejecución del decreto por casi un año, temeroso no solo de un motín general, sino para así demostrar su desagrado ante las decisiones del gobierno central.
Tras una serie de sucesos, entre ellos varios alzamientos en Venezuela por el alistamiento forzoso, las continuas presiones bogotanas para acatar el decreto y además la intervención de líderes influyentes entre ellos Miguel Peña, finalmente José Antonio Páez se declaró en desobediencia el 30 de abril de 1826, asumiendo el gobierno de Venezuela y comprometiéndose a no obedecer órdenes del Gobierno Central de Bogotá. Bolívar, quien había sido reelegido Presidente y al enterarse de esta situación, salió desde Lima rumbo a Venezuela el 4 de septiembre, llegando el 12 de septiembre a Guayaquil y el 16 de noviembre a Bogotá, luego toma rumbo a Cartagena y desde allí por mar, arribando a Puerto Cabello el 31 de diciembre. Días después Bolívar se encontró con Páez, reafirmando su unión libertadora y el Libertador le otorga una amnistía general y ratifica a José Antonio Páez Herrera como Jefe Civil y Militar del departamento de Venezuela. Sin embargo, las divisiones entre venezolanos y neogranadinos se acrecentaron en vista de la demora en las reformas constitucionales que pedía la ciudadanía, intensificándose en los años posteriores.
Bolívar regresó a Santafé a principios de 1827, encontrando una fuerte resistencia en los medios políticos que se agrupaban alrededor del general Santander. La confianza que el Libertador depositaba en sus más cercanos colaboradores militares, en su mayoría venezolanos e ingleses, y los frecuentes excesos de éstos, agregaron un motivo más a las divergencias existentes entre Bolívar y los miembros del Congreso. Se pensó entonces en realizar la reforma Constitucional que se venía pidiendo desde algunos años antes y el Congreso convocó a una nueva Asamblea Constituyente. Dicha asamblea se reunió el 9 de abril de 1828 en Ocaña, compuesta por los representantes de las parroquias para elegir el Congreso Constituyente que reformaría la Constitución de Cúcuta. Se produjo entonces el inevitable enfrentamiento entre bolivarianos y santanderistas: los santanderistas (federalistas) lograron una gran representación en tanto los bolivarianos decidieron abandonar las deliberaciones por lo cual no se logró el cuórum. Tres meses después la convención se clausuró sin resultados.
Esta incapacidad para ejercer la democracia y de resolver los conflictos bajo el diálogo, la negociación y el voto, optando más bien por el abandono, fue un comportamiento que persiguió como mal fantasma a los partidos tradicionales durante el siglo XIX y XX, y fue causa generadora de violencia. A pesar de todo se nombraron los miembros en las elecciones del 1 de julio de 1828.

### La Conspiración septembrina

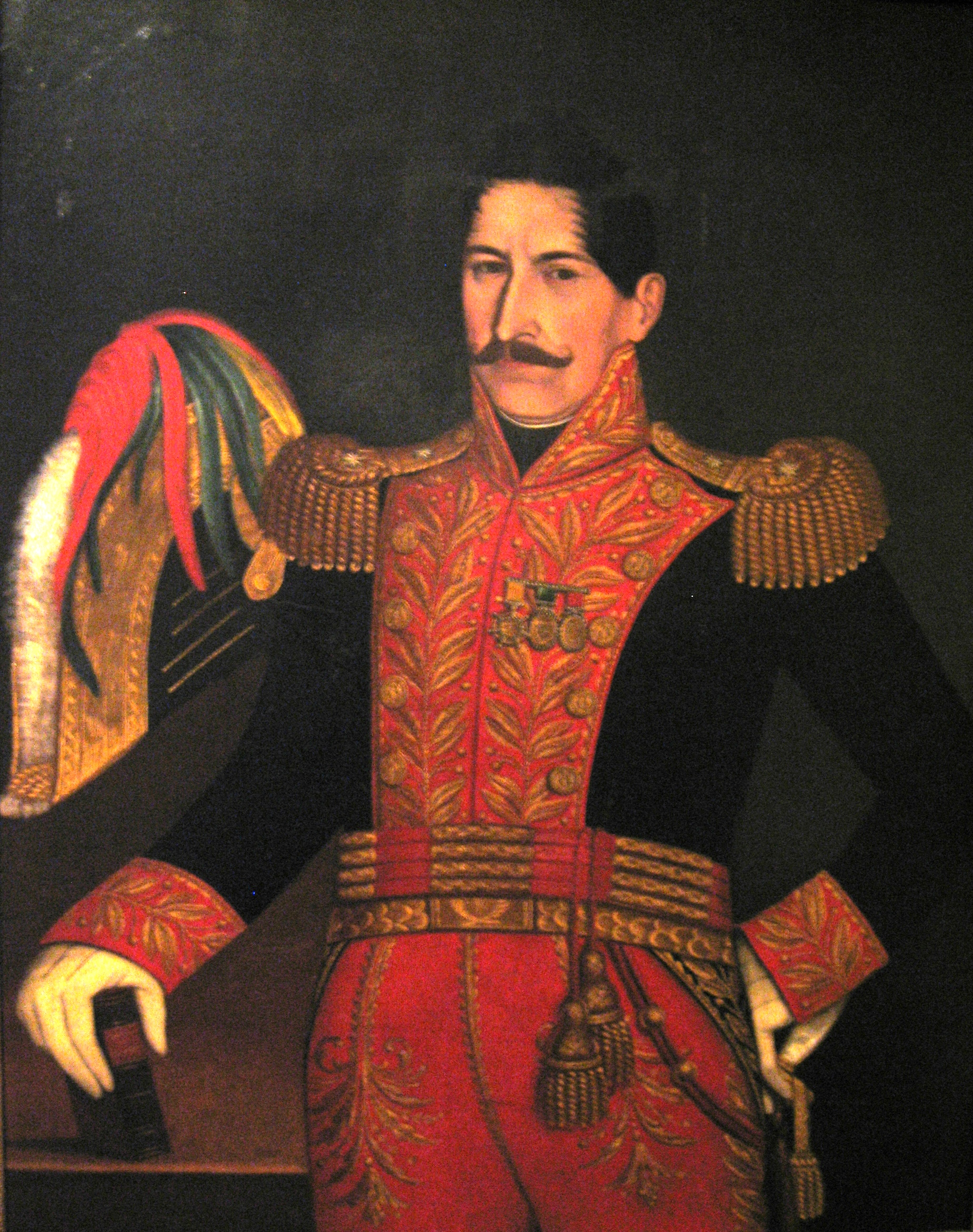
General Francisco de Paula Santander.

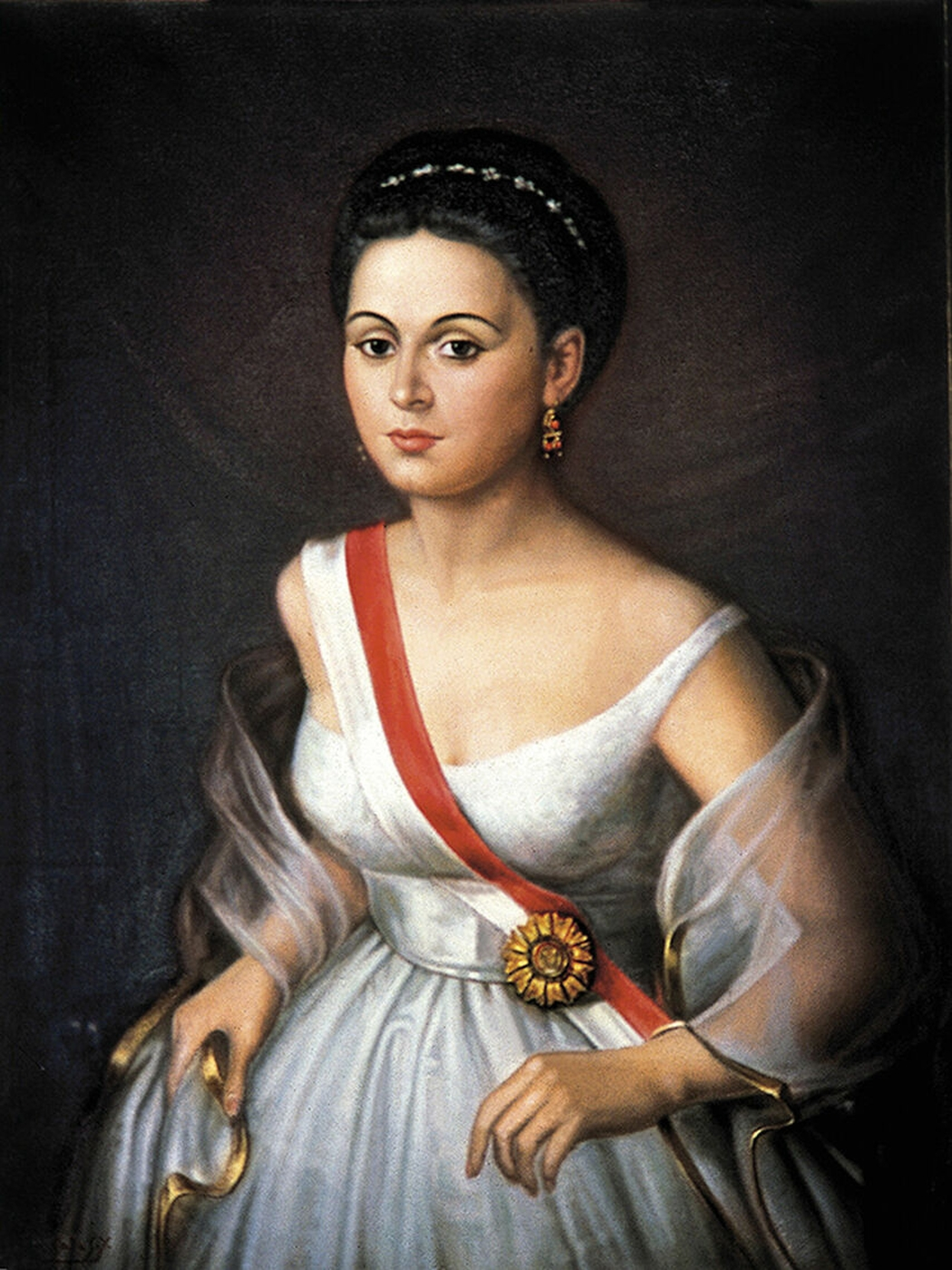
Manuelita Sáenz.

Bolívar, con su ferviente deseo de ver una Gran Colombia unida, solicitó mayores poderes como último recurso. El 27 de agosto de 1828 el Libertador asumió los poderes legislativos e inició una dictadura. Suprimió la Vicepresidencia y Francisco de Paula Santander pasó a la oposición al ser retirado del gobierno; dictó decretos económicos de emergencia restituyendo impuestos abolidos y modificando el arancel aduanero en un sentido proteccionista; eliminó de la educación la enseñanza de Jeremy Bentham y disolvió las organizaciones masónicas con el ánimo de apaciguar a la beligerante oposición de los medios católicos. También proyectó una constitución que había desarrollado en la que se incluía Perú y Bolivia (pues esta última ya se había separado del Río de la Plata), con un fuerte gobierno central y una presidencia con poderes dictatoriales. 
Estas medidas crearon una atmósfera de tensión, que finalmente incendiaron a los santanderistas pues vieron en esa propuesta un retroceso a la monarquía, Francisco de Paula Santander le escribió, para expresarle su desacuerdo con su posición; "Además, no he luchado catorce años contra Fernando VII para tener ahora un rey que se llame Simón I". Una facción llegó al punto de intentar asesinar al libertador el 25 de septiembre del mismo año, conspiración en la que participó un grupo de intelectuales granadinos entre los que se contaban el poeta Luis Vargas Tejada, Florentino González, Mariano Ospina y Wenceslao Zulabair, acompañados del militar venezolano Pedro Carujo, del francés Agustín Horment y del aventurero portugués doctor Arganil, quienes penetraron en el palacio de San Carlos, dieron muerte a los soldados de la guardia y al edecán personal de Bolívar. Este, semidesnudo, protegido por miembros de la servidumbre y por Manuelita Sáenz, permaneció varias horas escondido bajo un puente del río San Francisco.
Como resultado de la conspiración septembrina, fueron pasados por las armas catorce conjurados, entre ellos el almirante José Prudencio Padilla, héroe naval de la guerra de emancipación, Francisco de Paula Santander, a quien se atribuyó la autoría intelectual del atentado y que también fue condenado a muerte, pero se le conmutó la pena por el destierro. Se fue a Europa como exiliado político, de donde regresó para asumir la Presidencia de la Nueva Granada en 1833, una vez consumada la disolución de la Gran Colombia.

### Guerra con el Perú y muerte de Simón Bolívar
Bolívar, viendo la presencia de varias agresiones por parte de los peruanos (que desembocaron en la guerra grancolombo-peruana), marchó hacia el sur y dejó en ejercicio del poder al consejo de ministros presidido por Domingo Caicedo. El Congreso, reunido a finales de 1828, nombró como presidente interino al general Antonio José de Sucre por encima de los méritos que tenía el general Urdaneta para el cargo. El 4 de junio de 1830 Sucre fue asesinado en las selvas de Berruecos, siendo el prematuro fin del prócer,  considerado heredero político del Libertador. Este hecho causó gran desconcierto, especialmente en la política. El proyecto de la constitución para la Gran Colombia quedaba igualmente sin grandes defensores. Caicedo solicitó al Congreso no expedir la misma sin antes asegurarse de su aceptación en Venezuela. Sin embargo fue sancionada por Caicedo el 15 de mayo (sin consultas en Caracas), tres días después de expedida. La constitución comenzó las insubordinaciones y agitaciones: batallones comenzaron por desconocimiento del mandato de Bolívar sobre los mismos, los concejos municipales de Pasto y de Buenaventura, al igual que la del Cauca, pidieron ser anexadas por Ecuador. Cúcuta, Casanare y Pamplona también solicitaron ser anexadas pero a territorio venezolano. Las críticas por parte de los habitantes de Perú sobraban al negarse a formar parte de la dictadura. Bolívar entonces renunció la presidencia el 4 de mayo de 1830, quedando entonces Domingo Caicedo como presidente interino. Al día siguiente, 5 de mayo, el Congreso Admirable aprobó una nueva Constitución que mantenía la unidad de la Gran Colombia pero nunca llegó a entrar en vigor.
El descontento militar y de los grupos liberales conllevó un enfrentamiento en la sabana de Funza entre estos y el gobierno el 27 de agosto de 1830 que desembocó en la dictadura del General Rafael Urdaneta y el derrocamiento de Joaquín Mosquera. Finalmente tras ser desterrado de Venezuela y al ver que su sueño de una América unida caía en desgracia, el 17 de diciembre de 1830 fallece el Libertador Simón Bolívar.

### Separación de Venezuela
Tras varios años de intentos por conciliar las posturas de los federalistas y centralistas, la separación de Venezuela empezó a concretarse en 1826 con el movimiento de La Cosiata de José Antonio Páez. Bolívar, al ver una inminente separación de esa región de la Gran Colombia, convocó el 20 de marzo de 1830 a una asamblea constituyente con el fin de conciliar las diferentes facciones que se crearon en la República y evitar la disolución. Este fue llamado Congreso Admirable por el grupo de personas eminentes que asistieron; a pesar de conciliar en cierta forma las diversas ideologías, no se logró concretar la unión de las regiones en torno al mando de Bogotá.
Antes de realizarse el Congreso, en las ciudades de Valencia y Caracas se congregaron los días 23 y 25 de noviembre de 1829 unas asambleas populares destinadas a manifestar la opinión sobre la forma de gobierno que debía tener la república, el tipo de constitución y la forma de elecciones del presidente de la nación. Dichas asambleas acordaron la separación definitiva de Venezuela del gobierno de Bogotá y desconocimiento de la autoridad de Bolívar. Se convocó entonces a un congreso constituyente que se instaló en Valencia el 6 de mayo de 1830, que se caracterizó por su tendencia antibolivariana; dicho congreso de diputados confirmó a José Antonio Páez como presidente de Venezuela. Este declaró la total autonomía de Venezuela y promulgó el reglamento de elecciones para la reunión del congreso constituyente.
El 22 de septiembre el Congreso de Valencia sancionó la nueva Constitución, con lo cual quedaba consumada definitivamente la separación de Venezuela de la Gran Colombia. El Libertador, enfermo y agónico, pasa de Cartagena a Soledad y de allí a Barranquilla. El 1 de diciembre llega por mar a Santa Marta, el 6 es llevado a la Quinta San Pedro Alejandrino, donde murió el 17 de diciembre a la edad de 47 años.

### Separación de Ecuador
En Quito, al saber que Venezuela se había separado y que Bolívar se retiraba en forma definitiva, tomaron la decisión de separarse. Con esto se desvanecía la Gran Colombia después de 11 años de existencia.
El 13 de mayo de 1830, el Distrito del Sur declaró su independencia de Colombia, conformándose el Estado del Ecuador. Ese día se reunió en Quito una Asamblea de Notables con el fin de resolver la separación de esta región de la Gran Colombia y formar un Estado independiente, aunque inicialmente federado. De ella surgió el general Juan José Flores, originario de Venezuela, como Jefe Supremo del Gobierno.
La Asamblea quiteña dispuso que Flores gestionara la integración de los otros departamentos sureños en consideración a que los gobernadores son militares bajo su mando; es así como el 19 y 20 de mayo, los Departamentos de Guayaquil y Azuay se separaron de Colombia y resolvieron conformar el nuevo Estado. Para el 14 de agosto, Flores convocó una Asamblea Constituyente en la ciudad de Riobamba para expedir la Constitución Política del Ecuador; dicha asamblea estaba integrada por sus partidarios quienes lo nombraron Presidente Provisional.
El 22 de septiembre de 1830 se promulgó la primera constitución ecuatoriana, que declaró, entre otros artículos, que los departamentos del Azuay, Guayaquil y Quito quedaban reunidos entre sí formando un solo cuerpo independiente con el nombre de Estado del Ecuador. Juan José Flores asumió el poder como Presidente del nuevo Estado y José Joaquín de Olmedo como Vicepresidente.
Ante la desaparición definitiva, en 1831, de la Gran Colombia, Ecuador se proclamó República desde la Constitución de 1835.

### Separación de Panamá

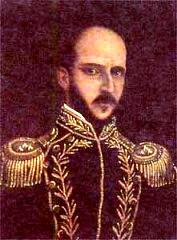
Tomás Herrera.

La Gran Colombia después de estas desmembraciones quedó constituida solamente por la región central, que en ese entonces comprendía los antiguos departamentos de Boyacá, Cauca, Cundinamarca, Magdalena e Istmo.
El 26 de septiembre de 1830 el Departamento del Istmo (Panamá) también se separó del Estado grancolombiano. Su gestor fue el general panameño José Domingo Espinar, mulato de origen popular que no compartía las preferencias de la oligarquía panameña y gran partidario de Bolívar, de quien había sido secretario. Debido a la crisis ocasionada por la renuncia del libertador y la desmembración de la Gran Colombia, Espinar, apoyado por las masas del arrabal capitalino, se rebeló contra el gobierno imperante esperando la vuelta de Bolívar al poder.
En consecuencia con lo proclamado, fue una delegación panameña a Barranquilla, donde se hallaba Bolívar, para invitarlo al Istmo a reasumir el poder y a reconstruir a la desmembrada Gran Colombia. Bolívar se rehusó a tal ofrecimiento y aconsejó a su antiguo secretario que reincorporara el Istmo a Colombia. Así procedió José Domingo Espinar, si bien al poco tiempo se produciría otro movimiento sececionista.
La segunda separación fue gestada por el coronel venezolano Juan Eligio Alzuru el 9 de julio de 1831, que contó inicialmente con el beneplácito de la oligarquía panameña tanto capitalina como interiorana. Sin embargo, los métodos usados por Alzuru fueron crueles y arbitrarios que hicieron peligrar los intereses de la clase dominante panameña. Para apaciguar este movimiento y volver al orden al istmo, el gobierno de la Nueva Granada le confió al general Tomás Herrera enfrentar a Alzuru y reincorporar las provincias bajo su mandato a la República, invistiéndolo con el grado de "Comandante General del Istmo". Herrera logró capturar a Alzuru y lo fusiló el día 29 de agosto. Una vez que Herrera se alzó victorioso, le fue encomendada la organización de dicho territorio.

## Consecuencias

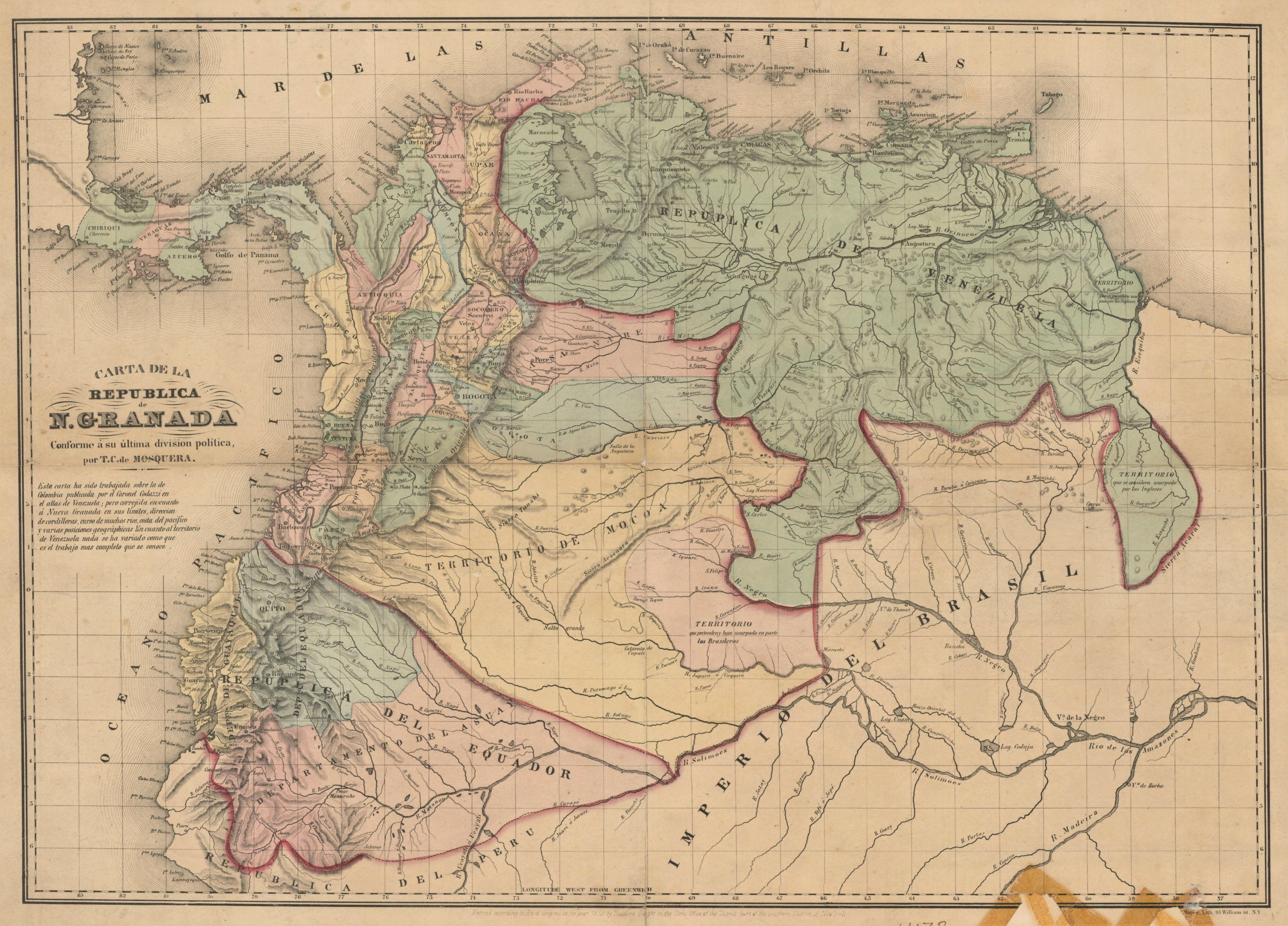
Repúblicas de Venezuela, Nueva Granada y Ecuador, surgidas tras la disolución grancolombiana.

A partir de 1830 en medio de las separaciones de Ecuador (1830), Venezuela (1830) y Panamá (1830-1831); se precipitó la desintegración del gobierno de la Gran Colombia y sus estructuras políticas. Naciendo como consecuencia el Estado del Ecuador y el Estado de Venezuela; mientras que Panamá se mantuvo bajo gobiernos militares de corte dictatorial que no llegaron a organizar las instituciones básicas de un Estado. 
Mediante el Convenio de Apulo (llevado a cabo el 28 de abril de 1831), el general Rafael Urdaneta, último presidente de la Gran Colombia, entregó el mando a Domingo Caicedo (3 de mayo). Este la presidio hasta el 21 de noviembre cuando fue jurídicamente abolida.
El 7 de mayo se convoca una convención a los departamentos centrales de la fenecida Gran Colombia, en la que se debían congregar representantes de Cundinamarca, Cauca, Antioquia, Istmo (Panamá), Magdalena y Boyacá. Los mismos debían reunirse en Bogotá el 15 de octubre. Panamá se sumó a la iniciativa tras la caída del régimen dictatorial a fines de agosto de 1831.
El objetivo de esta convención era acordar una constitución para los departamentos centrales de la fenecida Gran Colombia y elegir los magistrados que debían regirla.
En la convención celebrada finalmente el 20 de octubre de 1831 se crea el Estado de Nueva Granada, que con la Constitución de 1832 sería llamado oficialmente República de la Nueva Granada.